# Mikael Winninge
Hans Mikael Winninge, född 3 september 1959 i Täby, Stockholms län, är präst i Svenska kyrkan, docent och universitetslektor i Nya Testamentets exegetik vid Umeå universitet.
Winninges forskningsområde är bland annat tidig judendom och tidig kristendom (ca 200 f. Kr. – 200 e. Kr). Winninge är även en av redaktörerna för Kommentar till Nya Testamentet (KNT). I denna serie är han även författare till den kommande Lukaskommentaren.